# Lisa Eichholz
Lisa Eichholz (* 8. Oktober 1990 in Düsseldorf) ist eine ehemalige deutsche Fußballspielerin, die von 2007 bis 2011 im Erstligakader des VfL Wolfsburg stand.

## Karriere
Eichholz wechselte im Sommer 2007 vom FCR 2001 Duisburg nach Wolfsburg und unterschrieb dort zunächst einen Dreijahresvertrag. Kurz zuvor hatte sie mit der U-17 des FCR die deutsche Meisterschaft gewonnen, sowie mit Duisburgs Reserve den Aufstieg in die 2. Bundesliga erreicht. In Wolfsburg kam Eichholz in den ersten drei Spielzeiten auf 45 von 66 möglichen Einsätzen, wobei ihr fünf Tore gelangen. Nachdem sie in der Saison 2010/11 nicht mehr eingesetzt worden war, verließ sie den VfL.

## Erfolge
- 2007: Gewinn der U-17-Meisterschaft mit dem FCR 2001 Duisburg
- 2007: Aufstieg in die 2. Bundesliga mit dem FCR 2001 Duisburg